# Selectfluor
Selectfluor — электрофильный фторирующий реагент, используемый в органическом синтезе. Основным его преимуществом является устойчивость, безопасность и удобство использования, по сравнению с молекулярным фтором.

## Получение
Selectfluor получают из диамина DABCO (1,4-диазабицикло[2.2.2]октана) путём алкилирования его дихлорметаном. Далее проводят обмен аниона с хлорида на тетрафторборат и фторируют полученный продукт молекулярным фтором. Суммарное производство реагента составляет несколько тонн в год (2005).
Строение реагента подвергалось оптимизации. В частности, проводилось исследование влияния бокового алкильного заместителя на реакционную способность соединения. Наиболее мощным реагентом оказалось производное с заместителем CF3CH2–, способный профторировать даже бензол. На втором месте оказался Selectfluor с хлорметильным заместителем, который и был выбран для дальнейшего производства, как достаточно активный, но в то же время экономически выгодный.
В первоначальных исследованиях не было выявлено существенного влияния противоиона на активность реагента, поэтому был коммерциализирован тетрафторборатный реагент. Позже, однако, выяснилось, что трифторметансульфонат (трифлат) снижает количество побочных продуктов и повышает выход целевого продукта.

## Физические свойства
Selectfluor представляет собой бесцветное твёрдое вещество с высокой температурой плавления (170 °С), практически не гигроскопичное. Selectfluor растворим в полярных растворителях (нитрометане, ацетонитриле, диметилформамиде, воде, ионных жидкостях). Он безопасен, стабилен (вплоть до 195 °С) и нетоксичен, устойчив к воздуху и влаге. С целью демонстрации стабильности этого реагента был проведён тест по определению температуры самоускоряющегося разложения (SADT). Бочку объёмом 55 галлонов, содержащую Selectfluor, нагревали до 56 °С в течение 7 дней. При этом температура сохранялась в пределах ±5 °С в течение всего времени эксперимента.

## Химические свойства
Selectfluor предназначен для введения атомов фтора в органические молекулы в одну стадию. Область охватываемых субстратов для этого реагента весьма широка.
При помощи Selectfluor можно вводить атом фтора в α-положение по отношению к карбонильной группе. Для этого карбонильное соединение необходимо превратить в эфир енола (например, ацетат или силильный эфир), после чего обработать реагентом. Также α-фторированию подвергаются тиоэфиры. Selectfluor фторирует ароматические соединения (донорные заместители увеличивают скорость и выход реакции) и алкены, а также индолы.
Было обнаружено, что Selectfluor обладает также окислительными свойствами: некоторые реакции приводили к образованию нефторированных продуктов. Впервые этот факт был обнаружен на примере окисления бензильных спиртов до бензальдегидов.
С помощью Selectfluor получают этиловый эфир 2-(2-бензотиазолилсульфонил)-2-фторуксусной кислоты, реагент для получения α-фторакрилатов.

## Безопасность
Исследования показали, что летальная доза для крыс составляет 640 мг/кг. Selectfluor не продемонстрировал признаков мутагенной или канцерогенной активности. В тестах на кроликах и морских свинках было выявлено раздражающее действие на глаза и кожу. Воздействие на окружающую среду находится в пределах нормы.